# Harelbeke
Harelbeke er en belgisk kommune og by i provinsen Vestflandern i Flandern. Den havde i 2019 godt 28.000  indbyggere fordelt på 29.14 km².
Cykelløbet E3 Saxo Bank Classic (E3 Harelbeke) har siden 1958 haft start og mål i Harelbeke.